# ابن العنابي
ابن العنابي شخصية وطنية جزائرية عاشت عصراً حافلاً بالاضطراب السياسي وعمراً حافلاً بالإنتاج العلمي

## عائلته، ميلاده، وفاته
محمد بن محمود بن محمد بن حسين عًرف بابن العنابي أو بالعنابي. من أسرة علمية ودينية معروفة، إذ شغل جده الأكبر شيخ الإسلام (حسين بن محمد) الإفتاء الحنفي، وهو منصب مهم جدا في تلك الآونة، إذ كان يعد من  المناصب في السلم الإداري. كما كان جده الأدنى (محمد بن حسين) عالما حظي بالتقدير الكبير من علماء عصره.
وًلد سنة 1189 / 1775 م.

## عصره
عاصر الثورة الفرنسية وما نتج عنها من أحداث مست جوانب متعددة من الحضارة الإسلامية، وعاصر في بلاده الجزائر اعتداءات خارجية كثيرة قام بها الإنجليز، الأمريكان، الفرنسيين والإسبان وغيرهم.

## تكوينه وشيوخه
نعرف البعض من شيوخه:
- محمد بن حسين (ت 1203)

و هو جده، قرأ عليه القرآن الكريم وأخذ عنه تفسير والده حسين شيخ الإسلام (ت 1150 /)، وبعض الفقه الحنفي، سمع عليه قطعة من صحيح البخاري، وأجازه.
- محمود بن محمد (ت 1236 /)

و هو أبوه، قرأ وحفظ على يديه القرآن الكريم، ومبادئ العربية. كما تلقى عنه الفقه الحنفي، ويروي عنه أيضاً صحيحَ البخاري قراءة وسماعاً لجميعه، وأجازه.
- علي ابن الأمين (ت 1235/ م):

أبو الحسن علي بن عبد القادر بن الأمين مفتي المالكية، العالم العلامة، المؤلف المشارك، المتفنن الفاضل. درس بالأزهر الشريف وأخذ عن علمائه وشيوخه.
أخذ عنه الفقه المالكي والحديث الشريف "... فقرأ عليه صحيح البخاري سماعا لبعضه وأجازة بسائر مروياته عن شيخه أبي الحسن علي بن العربي السقاط المغربي عن شيخه محمد بن عبد الرحمن الفاسي صاحب المنح البادية في الاسانيد العالية، كما أجازه في الكتب الستة وموطأ الأمام مالك، وكتب القاضي عياض وتلقى عنه بعض المسلسلات.
- حمودة بن محمد المقايسي الجزائري (ت 1245/):

درس على علماء الجزائر ثم اتجه إلى مصر حيث انتسب إلى الأزهر الشريف وتتلمذ على علمائه وشيوخه، وأجازوه بمروياتهم وكتبهم ومنهم مرتضي الزبيدي ومحمد الأمير الصغير وحسن العطار ومحمد الدسوقي وحجازي بن عبد المطلب العدوي، كما أذنوا له بالتدريس هناك، ثم انتقل إلى تونس إلا ان مقامه لم يطل بها، فعاد إلى بلاده الجزائر واشتغل بالتدريس. وكان يعيش من صناعة المقايس (و هي الأساور المعروفة في الجزائر بـ 'المْقَايَسْ'، مفردها مَقْيَاسْ أو مقياسة) ومنه نسبته المقايسي. 
و قد مات فقيرا في الجزائر. وقد جمع المقايسي أسانيده في ثبت خاص يرويه عنه تلميذه ابن العنابي.
- أبو عبد الله محمد صالح الرضوي البخاري السمرقندي (ت 1263/):

الإمام العارف المحدث المسند، الرحال. ولد في سمرقند، ورحل إلى بخارى طلبا للعلم، ثم انتقل إلى الهند واليمن والحجاز وتونس والجزائر ومصر والمغرب الأقصى وأخذ عنه ورزق سعدا في التلاميذ وإقبالا عظيما أخذ عنه بحيث عنه في كل بلد ومصر أعيانه وكباره، ثم سكن المدينة المنورة [فهرس الفهارس: 1 / 432]
أجاز ابن العنابي بالصحيحين والكتب الستة والموطأ وفقه الحنفية وبعض المسلسلات ودلائل الخيرات.
- أحمد بن الكاهية الحنفي (ت)

أجازه في القراءات.

## موقفه من الاحتلال الفرنسي للجزائر
عايش الاحتلال الفرنسي للجزائر الذي سبقه خصار بحري لاإنساني دام ثلاث سنوات. فرأى وعايش كل ما يرافق أمثال هذع الأحداث من تقتيل إجرامي وتعذيب وطرد ونفي وتهديم للممتلكات وانتهاك للحرمات وتدنيس للمقدسات. حاول ما أمكنه إلزام قوات الاحتلال بما تقتضيه المعاهدة التي أمضاها الداي حسين وقائد قوات الاحتلال. إلا أن الاحتلال نفاه في الأخير بسبب موقفه من اغتصاب الاحتلال لأملاك الأوقاف.

## وظائفه: القضاء، الكتابة، السفارة، الإفتاء
أما وظائفه فكان أولها منصب القضاء الحنفي، ولاه الداي أحمد باشا[ ؟ ] هذه الوظيفة بالإضافة إلى مهمة ثانية وهي الكتابة إلى باي تونس، ويختفي اسم ابن العنابيولا يعود إلا في عهد عمر باشا الذي كلفه (بسفارة للمغرب الأقصى) وبذلك (ينضح أن ابن العنابي لم يكن مجرد عالم بالفقه وما إليه من علوم الدين، بل كان أيضا دبلوماسيا ناجحاً وخبيراً لشؤون الدول.و بعد هذه الفترة يكتنف حياته بعض الغموض، وقد أخذت وظيفة المفتي تتعرض إلى تقلبات خلال السنة الأولى من الاحتلال الفرنسي للجزائر. وقد أضحى ابن العنابي موضع شبهة من سلطات الاحتلال خاصة عندما أجبره كلوزيل على تسليم بعض المساجد لجعلها مستشفيات للجيش، وقد اتسمت لهجة ابن العنابي بالنقد للسلطات الفرنسية على خرقها للاتفاق الموقع بين الداي حسين باشا والكونت دي بورمن مما جعل كلوزيل يضيق به ذرعاً، فاعتزم على وضع حد له، فتم إلقاء القبض عليه من طرف رجال الدرك وقادوه إلى السجن، كما أهينت أسرته بدعوى تدبير مؤامرة ضد الفرنسيين، وإعادة الحكم الإسلامي للجزائر ثم قرر كلوزيل نفيه من الجزائر في مهلة ضيقة، ولم يحصل له (حمدان خوجة) على مهلة عشرين يوما من أجل بيع أملاكه وتصفية ديونه إلا بصعوبة كبيرة، ثم ترك وطنه لآخر مرة قبل نهاية (1831 ميلادية) وانتهى إلى مصر، فأقام بالإسكندرية حيث ولاه محمد علي باشا وظيفة الفتوى الحنفية بهذه المدينة.

## تدريسه وتلاميذه
وقد التف حول ابن العنابي تلاميذ وعلماء من الأزهر بعد أن تصدر لتدريس الحديث والفقه، فأجاز الكثيرين من تلاميذه في مصر وتونس وغيرهما، كما كانت له مراسلات كثيرة لكثرة مراسليه الذين يطلبون الرأي أو الفتوى أو الإجازة، أو غيرها من المراسلات الأدبية، كما اتسمت شخصيته بالروح الدينية والفكر الاقتصادي، والسياسي، فكان له دوره الديني والسياسي، لعب دوره الأول وهو يباشر وظيفة الإفتاء ويتصدر للتدريس ويمنح الإجازات لتلاميذه والمعجبين بعلمه، أما الدور السياسي فيتمثل في صلته بدايات الجزائر وفي موقفه من الاحتلال الفرنسي لبلاده، وهو الاحتلال الذي نفاه باعتباره عالماً منفياً لأسباب سياسية.
توفي ابن العنابي سنة 1851 ميلادية بمصر، وقد ترك العديد من المراسلات في العديد من المواضيع خاصة الدينية منها، وأشعارا، وكتبا، منها (السعي المحمود في نظام الجنود)، الذي قال عنه ابن العنابي (أن الأوروبيين نظموا جنودهم ليضروا بالإسلام وأهله، وأمام هذا الخطر الداهم، أصبح من المحتم على المسلمين أن يتعلموا منهم ما اخترعوه من صنائع ونظم) وهذا الكتاب مكون من أربعة عشر فصل، يتعلق بنظم الجيش والأخذ بأسباب الحضارة.
ألف عنه الباحث الجزائري مصطفى ديف كتابا بعنوان إمعان البيان في مسألة الإجارة على تعليم القرآن.

## مواضيع ذات صلة
- المرجعية الدينية الجزائرية